# Baruta
Pour les articles homonymes, voir Baruta (homonymie).
Baruta est l'une des cinq municipalités de Caracas (les autres étant Libertador, Chacao, Sucre et El Hatillo) ainsi que l'une des vingt-et-une municipalités de l'État de Miranda au Venezuela. Son chef-lieu est Nuestra Señora del Rosario de Baruta. En 2011, la population s'élève à 240 755 habitants.
Cette municipalité est, avec Chacao, l'une des municipalités les plus riches du Venezuela et abrite le quartier de Las Mercedes.

## Étymologie
La municipalité est nommée en l'honneur d'un arbre Hura crepitans, « Baruta » en langue locale[Laquelle ?], également le nom du premier cacique du territoire. 

## Géographie
Cette municipalité est bordée au nord par la municipalité de Chacao, au sud par la municipalité de Guaicaipuro, à l'est par les municipalités de Sucre, El Hatillo et Paz Castillo et à l'ouest par la municipalité de Libertador.

### Subdivisions
La municipalité est divisée en trois paroisses civiles avec, chacune à sa tête, une capitale (entre parenthèses), qui constitue de facto l'un des quartiers de la capitale Caracas :
- El Cafetal (El Cafetal) ;
- Las Minas de Baruta (Las Minas de Baruta) ;
- Nuestra Señora del Rosario de Baruta (Nuestra Señora del Rosario de Baruta).

## Administration
| Période | Période | Identité                     | Étiquette        | Qualité |
| ------- | ------- | ---------------------------- | ---------------- | ------- |
| 1989    | 1993    | Gloria Lizarraga de Capriles | COPEI            |         |
| 1993    | 1996    | Ángel Enrique Zambrano       | AD               |         |
| 1996    | 2000    | Ivonne Attas                 | COPEI            |         |
| 2000    | 2008    | Henrique Capriles Radonski   | Primero Justicia | avocat  |
| 2008    | 2010    | Gerardo Blyde                | Un nouveau temps | avocat  |